# Stylophora madagascarensis
Espèce
Stylophora madagascarensis est une espèce de coraux appartenant à la famille des Pocilloporidae.